# Luzifersternkolibri
Der Luzifersternkolibri oder Luziferkolibri  (Calothorax lucifer) ist eine Vogelart aus der Familie der Kolibris (Trochilidae). Das Verbreitungsgebiet dieser Art umfasst den äußersten Süden Arizonas und New Mexicos und Südwesten Texas' in den USA und große Teile Mexikos. Der Bestand wird von der IUCN als „nicht gefährdet“ (least concern) eingeschätzt.

## Merkmale

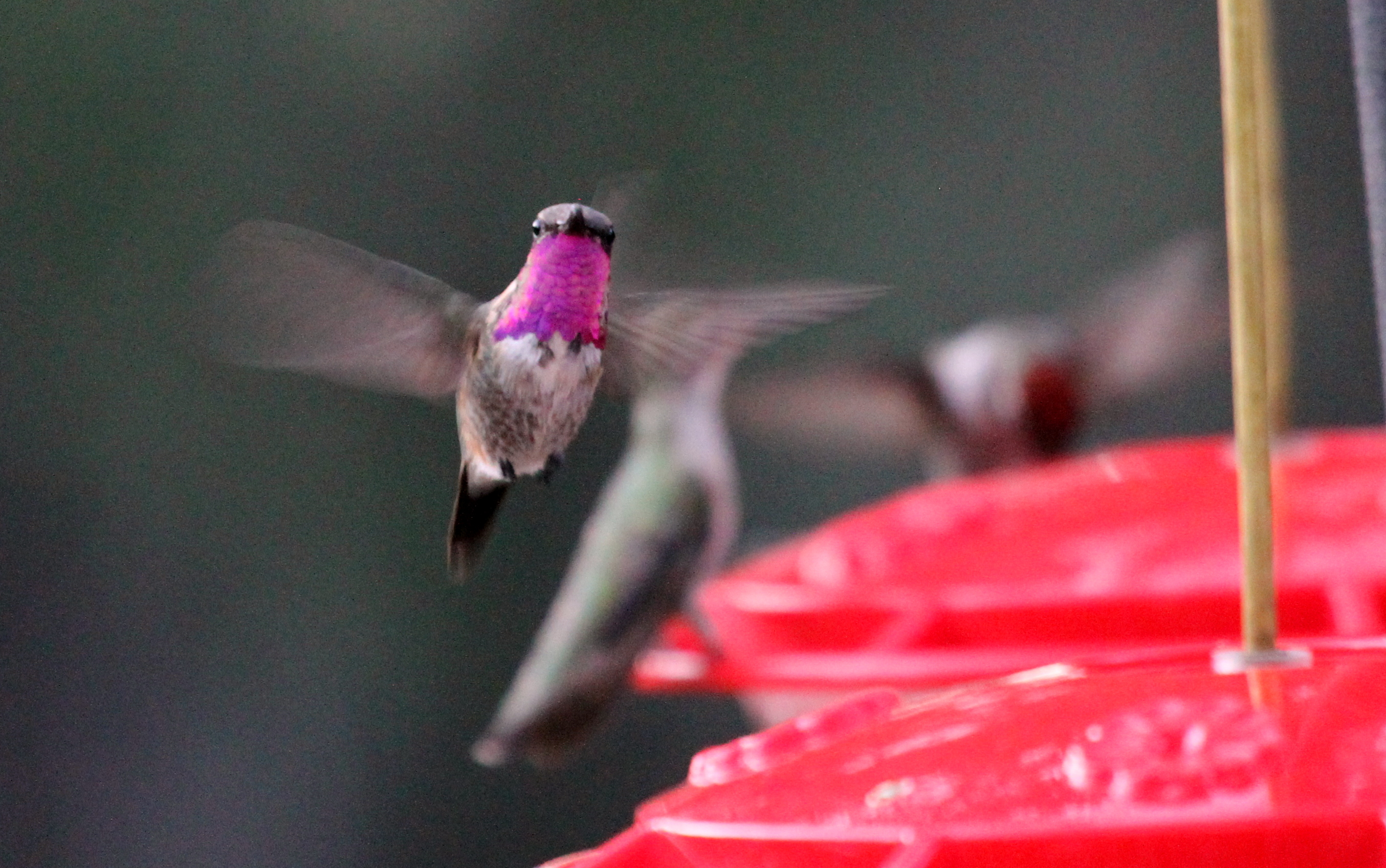
Luzifersternkolibri ♂

Der Luzifersternkolibri erreicht eine Körperlänge von etwa 9 bis 10 cm bei einem Gewicht von ca. 2,9 bis 3,5 g. Diese mittelgroße Kolibriart hat einen langen gebogenen schwarzen Schnabel. Beide Geschlechter sind auf der Oberseite grün. Die Männchen sind am vorderen Oberkopf nur matt grün. Der große schillernde Kragenspiegel reflektiert einen purpurn rosa bis magentafarbenen Schimmer, der seitlich etwas verlängert ist. Er ist an den Seiten und im unteren Bereich weiß gesäumt. Der Rest der Unterseite ist grün mit kleinen rotbraunen Flecken an den unteren Flanken. Der Schwanz ist tief gegabelt, die äußeren Steuerfedern besonders lang, schwarz und schmal. Diese laufen am Ende spitz zu. Die inneren Steuerfedern  sind kurz und grün. Die Unterseite des Weibchens ist blass gelbbraun bis zimtfarben. Die Mitte des Bauchs ist weiß. Die Brustseiten weisen oft grüne kleine Flecken auf. Der Schwanz ist doppellappig. Die inneren Steuerfedern sind grün, die Außenfahnen zimtfarben. Der Rest ist schwärzlich mit weißen Flecken. Jungvögel ähneln im Aussehen den Weibchen, doch entwickeln männliche Jungtiere im Sommer etwas Farbe an der Kehle.

## Verhalten und Ernährung
Den Nektar bezieht der Luzifersternkolibri von unterschiedlichen Pflanzen. In Texas ist er meist an rot blühenden Kräutern und Büschen wie die zu den Bartfaden gehörende Art Penstemon havardii, die zu den Castilleja gehörende Art Castilleja lanata oder die zu den Akanthusgewächsen gehörende Art Anisacanthus linearis zu sehen. Im Hochsommer holt er seine Nahrung an der gelb blühenden Agave havardiana, sofern diese nicht bereits von Fledertieren, Tauben oder Trupiale abgeerntet wurde. In Mexiko-Stadt wurde er an Rötegewächsen der Art Bouvardia caracasana, an Echtem Korallenbaum, an Opuntien, an der zu Salbei gehörenden Art Salvia mexicana, an Wunderblumen und der zu den Agaven gehörenden Art Manfreda brachystachya beobachtet. Wenig ist bekannt, welche Pflanzen er im Winter und während der Migration nutzt. Im Flug fängt er kleinere fliegende Insekten, auf die er sich von seinem Sitz aus stürzt.

## Lautäußerungen
Der Balzflug des Männchens startet damit, dass es sich dem Weibchen nähert. Dabei pendelt es in ca. 2 Metern Entfernung horizontal zum Weibchen vor und zurück. Es folgt ein Aufstieg in Höhen bis 35 Meter mit einem plötzlichen Abtauchen direkt vor die Umworbene. Während der ersten Annäherung geben die Flügel und der Schwanz einen flatternden Ton von sich, der beim Spreizen des Schwanzes  wie wack-wack-wack klingt. Der Gesang während der Nahrungsaufnahme und im Schwebeflug beinhaltet eine Reihe von dumpfen tschip-Lauten. Diese werden oft zwei- bis dreifach ausgestoßen. Auch geben Luzifersternkolibris ein schwaches hellklingendes und lebhaftes brtsi-brtsi von sich und bei Verfolgungsjagden ein hellklingendes piepsiges Zwitschern. Im Flug klingt ihr Flügelschlag bienengleich, schwebend aber wie ein hell piepsiges Rütteln.

## Fortpflanzung
In Texas ist die Brutzeit von April bis August, kann aber, wenn der Sommerregen beginnt, auch verspätet im Mai oder Juni erfolgen. In Mexiko-Stadt brüten Luzifersternkolibris von Mai bis September. Die Nester häufen sich manchmal, so dass man bis zu fünf Stück in einem Radius von 200 Metern finden kann. Für den Nestbau bevorzugen Luzifersternkolibris felsige Hänge mit wenig Vegetation, die in der Nähe von üppigen Wasserläufen an Schluchten liegen. Trotzdem nutzen sie fast nie ufernahe Vegetation. Für den Bau der Nester in Texas nutzen sie oft Flockenblumen wie Centaurea mexicana oder Mexikanischen Stachelmohn. Die Weibchen benötigen eine Woche, um ein kelchartiges Nest zu bauen. Dabei sammeln sie baumwollartiges Material, kleinere Blätter und Blumenköpfe und befestigen diese mit Spinnweben. Ein Gelege besteht aus zwei Eiern, die innerhalb von zwei Tagen gelegt werden. Die Brutzeit dauert ca. 15 Tage und erfolgt durch das Weibchen. Die Küken sind die ersten neun Tage bis auf den Rücken nackt. Stoppelfedern wachsen mit etwa 10 bis 12 Tagen. Die Zeit, bis sie flügge werden, dauert zwischen 19 und 24 Tagen. Die Jungtiere bleiben für 2 bis 3 Wochen nahe am Nest. Oft sitzen sie im Schatten von dichten Gebüschen und werden vom Weibchen weiter gefüttert. In Mexiko-Stadt kann es bis zu zwei Jahresbruten geben, in Texas wahrscheinlich nur eine aufgrund mangelnder Blüten als Nahrungsangebot.

## Verbreitung und Lebensraum

Verbreitungsgebiet des Luzifersternkolibris (gelb = Brutgebiete; blau = Überwinterungsgebiete; grün = Standvögel)

Der Luzifersternkolibri lebt bevorzugt in trockenem Gestrüpp, in Schluchten und an tiefer gelegenen Berghängen. Im Norden der Chihuahua-Wüste trifft man ihn hauptsächlich in den Schluchten und den Gebirgsausläufern und weniger in offenem Gefälle. Nahe Mexiko-Stadt ist er häufig in eher niederen Höhen um 2200 Meter in Anbaugebieten, auf den Ebenen und an vulkanischen Bergen zu finden. Im Winter ist er meist unter 1800 Meter präsent, doch nicht an den Küstengebieten. Sein typisches Habitat beinhaltet Dornenwälder, tropisch laubabwerfende Wälder und trockenes subtropisches Gestrüpp.

## Migration
Die Brutpopulationen nahe Mexiko-Stadt und entlang der US-mexikanischen Grenze gelten als Zugvögel. Das Zugverhalten von Bewohnern der östlichen Ausläufer der Sierra Madre Occidental und der zentralen Chihuahua-Wüste ist nicht bekannt. Im Norden kommen Luzifersternkolibris im frühen April an und verlassen das Gebiet im September. In Mexiko-Stadt kommen sie von März bis April an und verschwinden wieder in der Zeit von Oktober bis November. Über die Ziele der Vögel ist nichts bekannt, aber viele Exemplare überwintern im Binnenland des zentralen und südwestlichen Mexikos in Höhen zwischen 800 und 1800 Metern. Hier kommen sie in Jalisco, Guanajuato, Querétaro südlich bis Guerrero und Oaxaca vor. Gelegentlich sieht man sie westlich bis Sinaloa. In der Sierra de Manantlán sind sie von Mai bis Juni Sommergäste. Sehr selten wurden von April bis August auch Individuen im Süden Arizonas entdeckt.

## Unterarten
Die Art gilt als monotypisch.

## Etymologie und Forschungsgeschichte
William Swainson beschrieb den Luzifersternkolibri unter dem Namen Cynanthus Lucifer. Das Typusexemplar stammte von den Tafelbergen bei Temascaltepec und wurde von William Bullock und seinem Sohn William Bullock, Junior gesammelt. 1840 führte George Robert Gray die Gattung Calothorax u. a. für den Luzifersternkolibri ein. Der Begriff Calothorax leitet sich aus den griechischen Wörtern καλός kalós für „wunderschön, schön“ θώραξ, θώρᾱκος thṓrax, thṓrakos für „Brustschild“ ab. Der Artname lucifer ist ein lateinisches Wortgebilde aus lux, lucis für „Licht“ und -fera, ferre für „-tragend, tragen“.